# Szász Ferenc (szakíró, 1903–1995)
Szász Ferenc, szövérdi és lándori (Magyarbükkös, 1903. augusztus 1. – Kranzberg, Németország, 1995. április 3.) erdélyi magyar mezőgazdasági szakíró.

## Életútja
Egyetemi tanulmányait a kolozsvári Gazdasági Akadémián kezdte, majd 1919 után, Gyárfás József tanítványaként, magánúton folytatta. Az 1930-as években az EMGE területi felügyelője, majd választmányi tagja, a Kolozsvári Református Egyházmegye tanácsosa, a bécsi döntést követően Dél-Erdélyben Szász Pál közvetlen munkatársa. Ez idő alatt többször állították hadbíróság elé meghurcolt magyar gazdák ügyének képviselete kapcsán. 1944 után a radnóti Mezőgazdasági Iskola tanára nyugdíjazásáig; 1989 után Németországban élő lányához költözött, ott hunyt el.

## Munkássága
A növénynemesítés, elsősorban a paradicsom és a burgonya nemesítése állt érdeklődésének középpontjában, e területen közölt cikkeket az erdélyi mezőgazdasági szaksajtóban. Nyugdíjas éveiben megírta visszaemlékezéseit, kéziratának egyes részletei az 1990-es években az Erdélyi Magyarság c. folyóiratban jelentek meg.